# Pozovi menja v dal' svetluju
Pozovi menja v dal' svetluju (Позови меня в даль светлую) è un film del 1977 diretto da German Lavrov e Stanislav Ljubšin.

## Trama
Il film parla di una giovane donna, Gruša Veselova, che è stata abbandonata dal marito perché gli stava impedendo di bere, e ora sta crescendo suo figlio da sola. Ma ha un fratello maggiore che decide di aiutarla e la presenta all'amica.